# Tipula melpomene
Tipula melpomene är en tvåvingeart som beskrevs av Mannheims 1954. Tipula melpomene ingår i släktet Tipula och familjen storharkrankar. Inga underarter finns listade i Catalogue of Life.